# Landkreis Kosten (Wartheland)

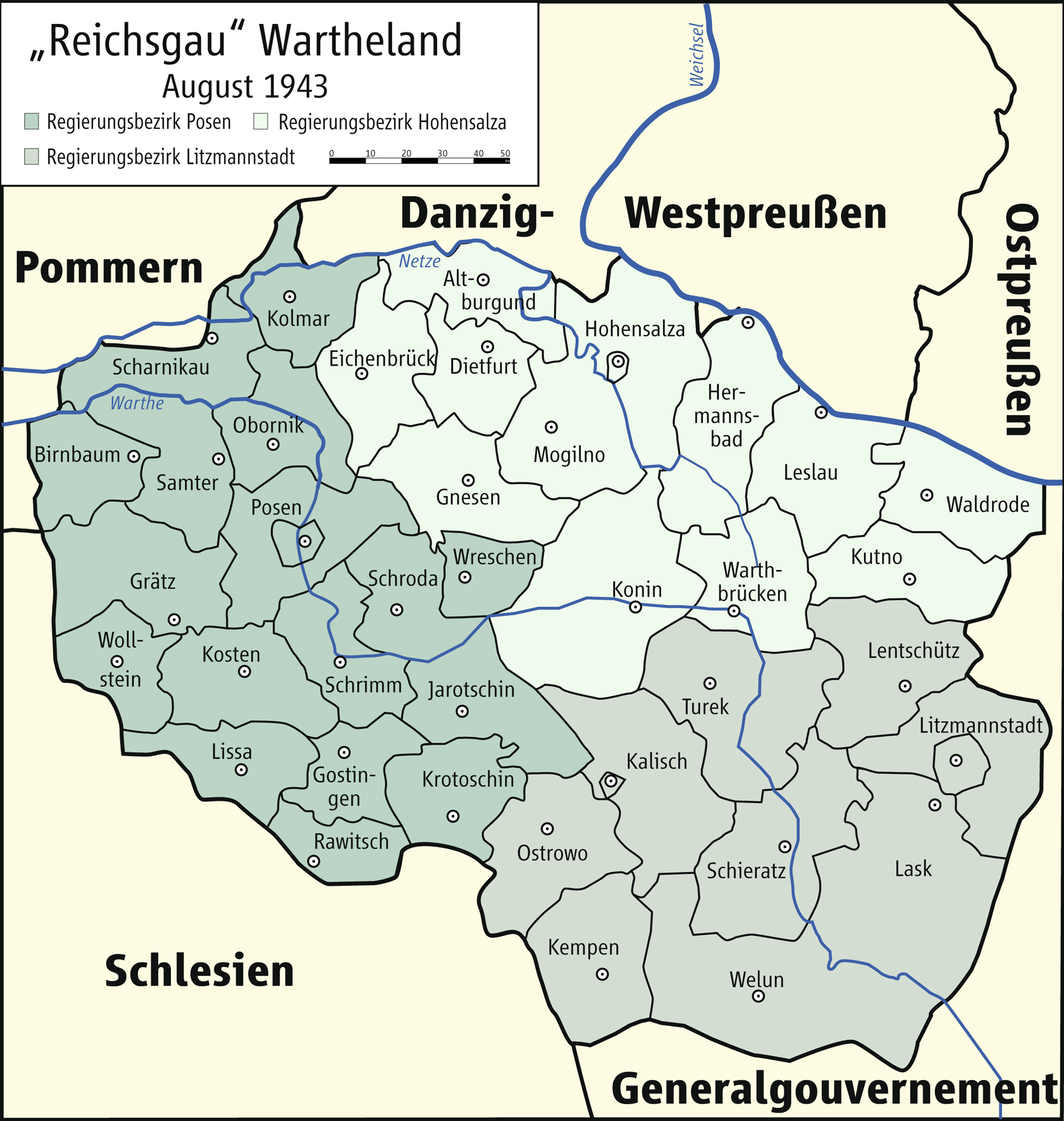
Regierungsbezirke und Kreise im Reichsgau Wartheland

Landkreis Kosten (Wartheland) war während des Zweiten Weltkrieges der Name einer deutschen Verwaltungseinheit im besetzten Polen (1939–45).

## Vorgeschichte (1815 bis 1918)
Das Gebiet um die westpolnische Stadt Kościan (Kosten) gehörte von 1815 bis 1918 als Kreis Kosten zur preußischen Provinz Posen. Im Zuge des Großpolnischen Aufstandes kam der Kreis Ende Dezember 1918 unter polnische Kontrolle. Mit der Unterzeichnung des Versailler Vertrags am 28. Juni 1919 wurde der Kreis Kosten auch offiziell an das neu gegründete Polen abgetreten.

## Verwaltungsgeschichte
Zu Beginn des Zweiten Weltkrieges besetzten deutsche Truppen den westpolnischen Powiat Kościan; die Kreisstadt Kościan wurde am 7. September 1939 eingenommen.
Am 26. Oktober 1939 wurde der Powiat unter der Bezeichnung Landkreis Kosten (ab dem 18. Mai 1943: Landkreis Kosten (Wartheland)) an das Deutsche Reich angeschlossen. Die Annexion war als einseitiger Akt der Gewalt aber völkerrechtlich unwirksam. Der Landkreis wurde Teil des Regierungsbezirkes Posen im Reichsgau Wartheland.
Sitz des deutschen Landratsamtes wurde die Kreisstadt Kościan (Kosten).
Mit dem Einmarsch der Roten Armee im Januar 1945 endete die deutsche Besetzung.

## Politik

### Landkommissar
1939–9999: Helmut Liese

### Landräte
1939–1943: Helmut Liese
1943–1945: Robert Lorenz (vertretungsweise)

## Kommunale Gliederung
Die 115 Ortschaften des Landkreises wurden zunächst in 10 Amtsbezirken zusammengefasst. Am 1. Januar 1942 wurde der Amtsbezirk Kosten-Stadt zur Stadt nach der Deutschen Gemeindeordnung von 1935 ernannt, am 1. Juli 1942 der Amtsbezirk Schmiegel-Stadt. Gegen Ende der Besetzung bestand der Landkreis aus zwei Städten und acht Amtsbezirken.

## Ausdehnung
Der Landkreis Kosten (Wartheland) hatte eine Fläche von ca. 900 km².

## Bevölkerung
Der Landkreis Kosten (Wartheland) hatte im Jahre 1941: 79.224 meist polnische Einwohner. Die deutschen Besatzungsbehörden vertrieben zwischen dem 1. Dezember 1939 und dem 31. Dezember 1943 über 13.000 Polen aus dem Gebiet.
Im Gebiet lebte eine kleine deutsche Minderheit; während der Besetzung wurden zusätzlich Deutsche angesiedelt. Gegen Ende der Besetzung verließ der Großteil das Gebiet.

## Ortsnamen
Die lokalen Besatzungsbehörden versahen sofort alle Ortschaften im Kreisgebiet mit deutschen Namen, obwohl offiziell laut unveröffentlichtem Erlass des Innenministers vom 29. Dezember 1939 zunächst die 1918 gültigen deutschen Bezeichnungen weitergelten sollten. Am 18. Mai 1943 wurden für alle Orte mit einer Post- oder Bahnstation im Wartheland deutsche Namen festgelegt, wobei es wiederum zu Abweichungen kam.
Liste der Städte und Amtsbezirke im Landkreis Kosten (Wartheland):
| polnischer Name | deutscher Name (1918) | deutscher Name (1939–1945) |
| --------------- | --------------------- | -------------------------- |
| Czempiń         | Czempin               | Karlshausen                |
| Kościan         | Kosten                | Kosten                     |
| Krzywiń         | Kriewen               | Kriewen                    |
| Śmigiel         | Schmiegel             | Schmiegel                  |
| Stare Bojanowo  | Alt Boyen             | Altboyen                   |
| Wielichowo      | Wielichowo            | Wiesenstadt                |